# Nitrato de sódio
O nitrato de sódio é um composto químico de fórmula NaNO3, cristalino inodoro e incolor. Tem semelhança com o nitrato de potássio, inclusive no comportamento químico. Solúvel em água, álcool e amônia líquida.
Algumas aplicações: fabricação de nitrato de potássio, fertilizantes, explosivos. Também usado em algumas carnes enlatadas para preservar a cor.
Encontrado na natureza, sendo esta sua principal fonte comercial. Os maiores depósitos naturais estão no Chile, Peru, Argentina e Bolívia. Por isso, também chamado salitre do Chile.
Suspeito de provocar desequilíbrio osmótico, que leva à secura bucal e sede insaciável, além de sonolência e déficit de atenção, porém de baixa toxicidade e aumento de rendimento na produção de alimentos devido ao poder de conservação e baixo custo de produção.